# ناحیه برلین، شهرستان ایونیا، میشیگان
ناحیه برلین (به انگلیسی: Berlin Township) یک منطقهٔ مسکونی در ایالات متحده آمریکا است که در شهرستان آیونیا، میشیگان واقع شده‌است.
 ناحیه برلین ۱۰۸٫۵ کیلومتر مربع مساحت و ۲٬۷۸۷ نفر جمعیت دارد و ۲۵۶ متر بالاتر از سطح دریا واقع شده‌است.